# Nils Janson
Nils Janson, född 10 maj 1978 i Sandviken, är en svensk trumpetare och jazzmusiker. Han har studerat på Jazzgymnasiet i Gävle, Skurups Folkhögskola samt Kungliga Musikhögskolan.
Han är framför allt känd som jazzmusiker och har under många år varit medlem i Fredrik Norén band där han också medverkar på ett flertal cd-inspelningar. 
2008 utkom Janson med sin debut-cd benämnd Debut. I recensioner av skivan jämfördes han med bland andra Joakim Milder och Kenny Wheeler.  Nils Jansons andra cd utkom 15 september 2010 och blev väl mottagen. 23 november 2016 utkom Janson med ett tredje album, Alloy.

Utanför jazzen har Janson gjort sig känd som solist och bakgrundsblåsare på ett flertal pop- och rockskivor och man kan höra honom på inspelningar med Hello Saferide, Louise Hoffsten, Anna Stadling och Idde Schultz, Mando Diao och även på ledmotivet till 2008 års julkalender, Skägget i brevlådan. Han är fast medlem i Stockholm Jazz Orchestra och Calle Real samt hörs ofta med Hoffmaestro.
Nils Janson är brorson till jazz- och bluessångaren Claes Janson.

## Diskografi
- Debut - 2008
- Excavation - 2010
- Alloy - 2016
- Longitude - 2020